# Ljuban Crepulja
Ljuban Crepulja, né le 2 septembre 1993 à Čapljina, est un footballeur croate qui évolue au poste de milieu de terrain.

## Biographie
Avec le club du Slaven Belupo, il dispute 80 matchs en première division croate, inscrivant deux buts.